# NSB 73
Электропоезд NSB 73 (норв. NSB type 73) — четырёхвагонный электропоезд, эксплуатируемый в Норвегии компанией NSB на региональных железнодорожных линиях. Электропоезд внешне похож на BM71 состоящий из трёх вагонов, но в отличие от него имеет наклоняемые кузова. Электропоезд эксплуатируется компанией Flytoget. Ранее эти поезда эксплуатировались под маркой NSB Signatur для работы на высокоскоростных линиях.
Электропоезда совместно выпускались компаниями ADtranz и Strømmens Værksted в 1997 — 1998 году. Первые 16 электропоездов А-серии были введены в эксплуатацию на линии Sørlandsbanen. В настоящее время поезда эксплуатируются на линиях Bergensbanen, Dovrebanen и Sørlandsbanen. В 2002 году поступили в эксплуатацию 6 электропоездов NSB-73 B-серии. В отличие от своих предшественников, эти поезда отличались бо́льшей пассажировместимостью и наличием удобств, таких как игровая комната для детей и вагон-ресторан. Эти поезда используются на линии Østfoldbanen.

## История
Предпосылкой для создания BM73 послужила потребность компании NSB в новых скоростных поездах дальнего следования, а также с целью обеспечения железнодорожного сообщения между Осло и аэропортом Гардермуэн. По заказу SJ AB, было построено 43 электропоезда X2 и 12 марта 1993 года поезда были опробованы на линии Randsfjordbanen. После чего, в 1995 году, компания NSB Gardermobanen AS приобрела 16 электропоездов для ADtranz для использования на линии Gardermobanen. В 1996 году, ещё часть электропоездов X2 прошла испытания и была отправлена на постоянную эксплуатацию на линии Sørlandsbanen. 5 марта 1997 года, компания NBS заказала 16 электропоездов серии BM73. Первая партия электропоездов была доставлена 22 октября 1999 года, последний BM73 A-серии был доставлен в 2001 году.
Первые электропоезда BM73 поступили в эксплуатацию 1 ноября 1999 года на линию Sørlandsbanen, затем 9 января 2000 года на линию Dovrebanen и немного позже в том же году на линию Bergensbanen. Первоначально поезда ходили под брендом Signatur и имели соответствующую серебристую и синюю окраску, однако в 2007 году NSB отказалось от бренда Signatur и все поезда были перекрашены в серебристый и красный цвет используемый на других поездах регионального сообщения.
Покупка шести электропоездов B-серии была осуществлена 15 декабря 1999 года. Хотя конструктивно они были идентичны электропоездам A-серии, в B-серии была изменена конфигурация салона, они стали более вместительными (243 места вместо 204). Поезда были доставлены в период с 2001 по 2002 год и эксплуатировались на линии Østfoldbanen под брендом NSB Agenda.

## Характеристики
Основное отличие BM73 от X2 состоит в том, что в BM73 не имеет головного вагона-локомотива, в нём обмоторены оси всех вагонов. Также отсутствует возможность изменения длины состава путём добавления промежуточных секций, вместо этого можно эксплуатировать один или два BM73 объединённых в один состав. Такой состав можно часто увидеть на линиях Dovrebanen and Bergensbanen. Максимальная скорость 210 км/ч разрешена только на линии Gardermobanen. На остальных линиях скорость ограничена 160 км/ч, данное ограничение было установлено из-за проблем с прочностью осей колёсных пар.

## Инциденты и несчастные случаи
- С момента начала эксплуатации BM73 были выявлены недостатки, самым существенным из которых было слабая ось колёсной пары. 10 июня 2000 года, на станции Nelaug из-за излома оси сошёл с рельс один из вагонов BM73. В этот момент поезд двигался медленно и поломка не вызвала серьёзных повреждений. Компания NSB заключила контракт с Bombardier на поставку новых осей, которые были заменены в период с 2002 по 2003 год. Однако этот случай стал основной причиной ухода в отставку генерального директора NSB Осмунда Уэланда[1].
- Второй сход с рельс произошёл 21 февраля 2007 года на линии Bergensbanen, на перегоне между станциями Myrdal и Hallingskeid. Движущийся состав сошёл с рельс из-за обрушения на рельсы лавины, вследствие чего первые два вагона сошли с рельс и съехали вниз по насыпи. Этот случай повлёк за собой проверку поездов на предмет их пригодности к эксплуатации на заснеженных путях[2]. В ходе проверки было установлено, что причиной схода мог послужить относительно небольшой вес вагона и отсутствие метельника в передней части. Известны также и другие случаи застревания составов в снегу, что подвергло BM73 жёсткой критике со стороны Норвежской национальной железнодорожной администрации, которая была обеспокоена неспособностью вагонов к эксплуатации в таких условиях[3].